# Freddy Rodríguez

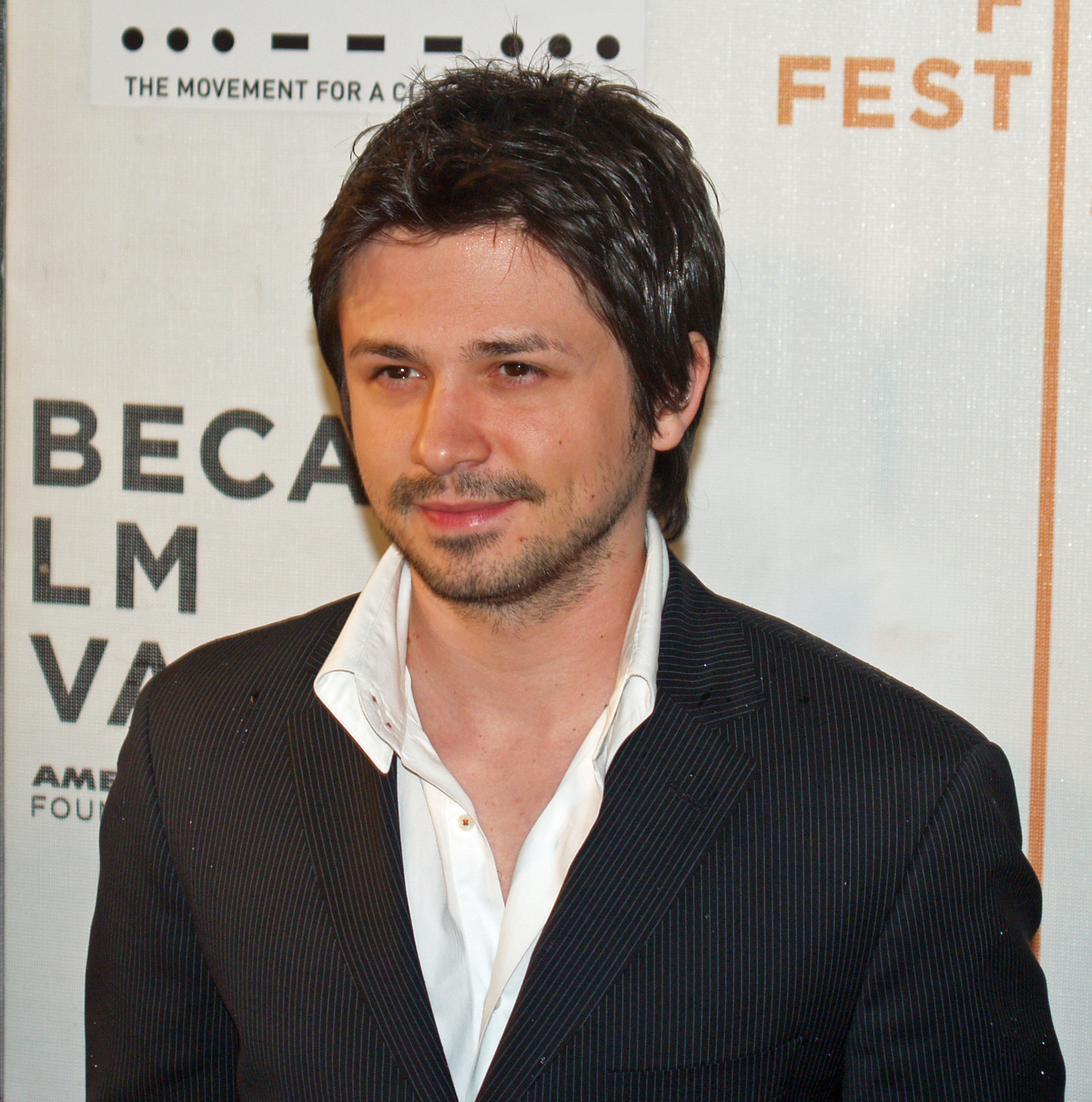
Freddy Rodríguez

Freddy Rodríguez (* 17. Januar 1975 in Chicago, Illinois) ist ein US-amerikanischer Schauspieler puerto-ricanischer Abstammung.

## Leben
Rodriguez besuchte die Lincoln Park High School in Chicago und ging kurz nach seinem Abschluss nach Hollywood, um eine Rolle in seinem ersten Film anzunehmen. Er ist verheiratet und hat drei Kinder.

## Karriere
In Deutschland ist er vor allem bekannt durch seine Rollen als Federico „Rico“ Diaz in der Fernsehserie Six Feet Under (2001–2005) und als Benny Colón in der Serie Bull (2016–2021). Nach einer Nebenrolle in Wolfgang Petersens Katastrophenfilm Poseidon spielte Rodríguez auch in M. Night Shyamalans Film Das Mädchen aus dem Wasser und im Filmdrama Bobby. Außerdem spielte er zusammen mit Christian Bale in Harsh Times – Leben am Limit.
2007 hatte er eine Hauptrolle in Robert Rodriguez’ Grindhouse: Planet Terror. 2007 war er im Musikvideo zu Glamorous von Fergie als Pilot zu sehen.
Von 2016 bis 2021 spielte Rodríguez den Anwalt und ehemaligen New Yorker Staatsanwalt Benny Colón in dem CBS-Gerichtsdrama Bull.
Freddy Rodríguez hat keinen festen deutschen Synchronsprecher. Am häufigsten liehen ihm bisher Julien Haggége und Marius Clarén (jeweils fünfmal) ihre Stimmen.

## Filmografie (Auswahl)
- 1995: Dead Presidents
- 1996: Verführung zum Mord (Seduced by Madness: The Diane Borchardt Story)
- 1997: The Pest – Jagd auf das Chamäleon (The Pest)
- 1999: Payback – Zahltag (Payback)
- 2001–2005: Six Feet Under – Gestorben wird immer (Six Feet Under, Fernsehserie, 62 Folgen)
- 2003–2004: Scrubs – Die Anfänger (Scrubs, Fernsehserie, 3 Folgen)
- 2005: Dreamer – Ein Traum wird wahr (Dreamer: Inspired by a True Story)
- 2005: Harsh Times – Leben am Limit (Harsh Times)
- 2005: Havoc
- 2006: Bobby
- 2006: Poseidon
- 2006: Das Mädchen aus dem Wasser (Lady in the Water)
- 2007: Emergency Room – Die Notaufnahme (ER, Fernsehserie, Folge 13x15)
- 2007: Planet Terror
- 2007–2010: Alles Betty! (Ugly Betty, Fernsehserie, 12 Folgen)
- 2008: Bottle Shock
- 2008: Nothing Like the Holidays
- 2011: Chaos (Fernsehserie, 13 Folgen)
- 2012: Soldiers of Fortune
- 2012: Code Name: Geronimo (Seal Team Six: The Raid on Osama Bin Laden, Fernsehfilm)
- 2014: Fort Bliss
- 2014–2015: The Night Shift (Fernsehserie, 22 Folgen)
- 2016–2021: Bull (Fernsehserie)
- 2023: V/H/S/85